# Kennedy Center Honors
Kennedy Center Honors – coroczne wyróżnienie za całokształt twórczości  i wkład w kulturę amerykańską przyznawane artystom scenicznym. Wyróżnienia wręczane są rokrocznie, począwszy od 1978, podczas grudniowego galowego koncertu odbywającego się w Kennedy Center Opera House w Waszyngtonie.

## Historia
Nagroda przyznawana jest od 1977. Stacja CBS od momentu pierwszej gali zajmuje się relacjonowaniem uroczystości. Posiada ona jednego prowadzącego; pierwszym był Leonard Bernstein w 1978. Wieloletnimi hostami byli m.in. Walter Cronkite (od 1981 do 2002) i Caroline Kennedy (córka prezydenta Johna F. Kennedy’ego; od 2003 do 2012).
Gala nie jest emitowana na żywo, wersja zredagowana trwająca około dwóch godzin jest zwykle retransmitowana w telewizji CBS między Bożym Narodzeniem a Nowym Rokiem. Podczas gali trwają występy sceniczne – inni artyści (wśród nich często byli laureaci) odtwarzają fragmenty dzieł uhonorowanych.
Rekomendacje do nagrody są zgłaszane przez obywateli. W John F. Kennedy Center for the Performing Arts działa komitet doradczy (ang. Special Honors Advisory Committee – składający się z członków rady powierniczej, byłych laureatów i wybitnych artystów) selekcjonujący propozycje. Komitet ocenia twórców w kategoriach: muzyki, tańca, teatru, opery, filmu i telewizji. Nominacje są zwykle ogłaszane publicznie między lipcem a wrześniem. Nominat nie musi być obywatelem Stanów Zjednoczonych - jest doceniany za wkład w amerykańską kulturę.

## Ceremonia
Ceremonia przyznania nagród trwa przez jeden grudniowy weekend, obejmując:
- lunch z przewodniczącym komitetu (w sobotę w John F. Kennedy Center for the Performing Arts)
- kolację z sekretarzem stanu w Departamencie Stanu, podczas przyjęcia przewodniczący komitetu wręcza medale[2]. Szeroka tęczowa wstążka symbolizuje „spektrum wielu umiejętności w sztukach scenicznych”
- przyjęcie wczesnym niedzielnym popołudniem w Białym Domu wydawane przez prezydenta Stanów Zjednoczonych[3]
- wieczorna gala (z występami artystycznymi) i późniejsza kolacja w John F. Kennedy Center for the Performing Arts

Przed 2017 trzy razy prezydent nie uczestniczył w gali:
- Jimmy Carter w grudniu 1979
- George H.W. Bush nie uczestniczył w grudniu 1989 z powodu kryzysu zakładników
- Bill Clinton w 1994[4]

W 2017 Biały Dom ogłosił, że Donald Trump i Melania Trump postanowili nie brać udziału w gali. Obiad w Departamencie Stanu w sobotni wieczór przed ceremonią poprowadził sekretarz stanu Rex Tillerson, a przyjęcie w Białym Domu zostało odwołane. Donald i Melania Trump nie brali również udziału w uroczystościach w latach 2018 i 2019.
Z powodów pandemii COVID-19 ceremonia przyznania nagród za rok 2020 została przeniesiona na koniec kwietnia 2021.

## Laureaci
Do 2019 nagrodę Kennedy Center Honors otrzymało 230 osób. Zdecydowana większość została przyznana osobom fizycznym; 11 razy nagrody zostały wręczone duetom lub grupom. Wśród laureatów z 2019 po raz pierwszy znalazł się program telewizyjny – twórcy Ulicy Sezamkowej.

### 1978–1979
- 1978: Marian Anderson, Fred Astaire, George Balanchine, Richard Rodgers i Artur Rubinstein
- 1979: Aaron Copland, Ella Fitzgerald, Henry Fonda, Martha Graham i Tennessee Williams

### 1980–1989

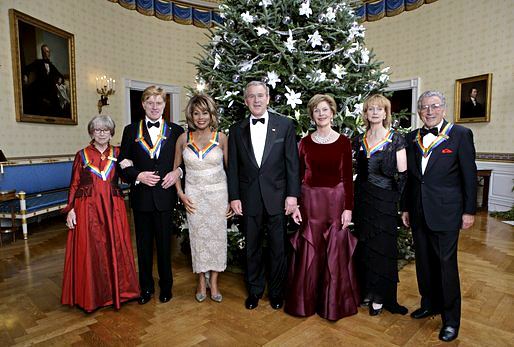
Laureaci z 2005: Julie Harris, Robert Redford, Tina Turner, Suzanne Farrell i Tony Bennett z prezydentem George’em W. Bushem i Laurą Bush

- 1980: Leonard Bernstein, James Cagney, Agnes de Mille, Lynn Fontanne i Leontyne Price
- 1981: Count Basie, Cary Grant, Helen Hayes, Jerome Robbins i Rudolf Serkin
- 1982: George Francis Abbott, Lillian Gish, Benny Goodman, Gene Kelly i Eugene Ormandy
- 1983: Katherine Dunham, Elia Kazan, Frank Sinatra, James Stewart i Virgil Thomson
- 1984: Lena Horne, Danny Kaye, Gian Carlo Menotti, Arthur Miller i Isaac Stern
- 1985: Merce Cunningham, Irene Dunne, Bob Hope, Alan Jay Lerner i Frederick Loewe oraz Beverly Sills
- 1986: Lucille Ball, Ray Charles, Hume Cronyn i Jessica Tandy, Yehudi Menuhin i Antony Tudor
- 1987: Perry Como, Bette Davis, Sammy Davis Jr., Nathan Milstein i Alwin Nikolais
- 1988: Alvin Ailey, George Burns, Myrna Loy, Alexander Schneider i Roger L. Stevens
- 1989: Harry Belafonte, Claudette Colbert, Alexandra Danilova, Mary Martin i William Schuman

### 1990–1999

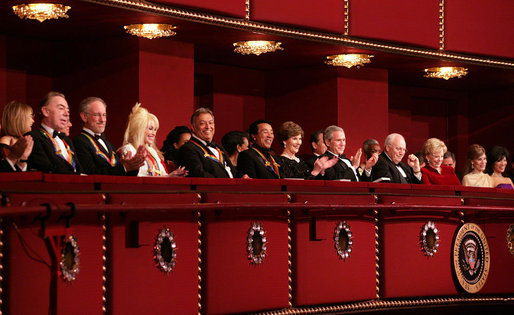
Laureaci z 2006 podczas gali wraz z prezydentem George’em W. Bushem i pierwszą damą: od lewej Andrew Lloyd Webber, Steven Spielberg, Dolly Parton, Zubin Mehta oraz Smokey Robinson

- 1990: Dizzy Gillespie, Katharine Hepburn, Risë Stevens, Jule Styne i Billy Wilder
- 1991: Roy Acuff, Betty Comden i Adolph Green, Fayard Nicholas i Harold Nicholas, Gregory Peck oraz Robert Shaw
- 1992: Lionel Hampton, Paul Newman i Joanne Woodward, Ginger Rogers, Mstisław Rostropowicz i Paul Taylor
- 1993: Johnny Carson, Arthur Mitchell, Georg Solti, Stephen Sondheim i Marion Williams
- 1994: Kirk Douglas, Aretha Franklin, Morton Gould, Harold Prince i Pete Seeger
- 1995: Jacques d’Amboise, Marilyn Horne, B.B. King, Sidney Poitier i Neil Simon
- 1996: Edward Albee, Benny Carter, Johnny Cash, Jack Lemmon i Maria Tallchief
- 1997: Lauren Bacall, Bob Dylan, Charlton Heston, Jessye Norman i Edward Villella
- 1998: Fred Ebb i John Kander, Willie Nelson, André Previn i Shirley Temple, Bill Cosby (nagrodę unieważniono  w 2018 z powodu skazania za napaść seksualną)[8]
- 1999: Victor Borge, Sean Connery, Judith Jamison, Jason Robards i Stevie Wonder

### 2000–2009

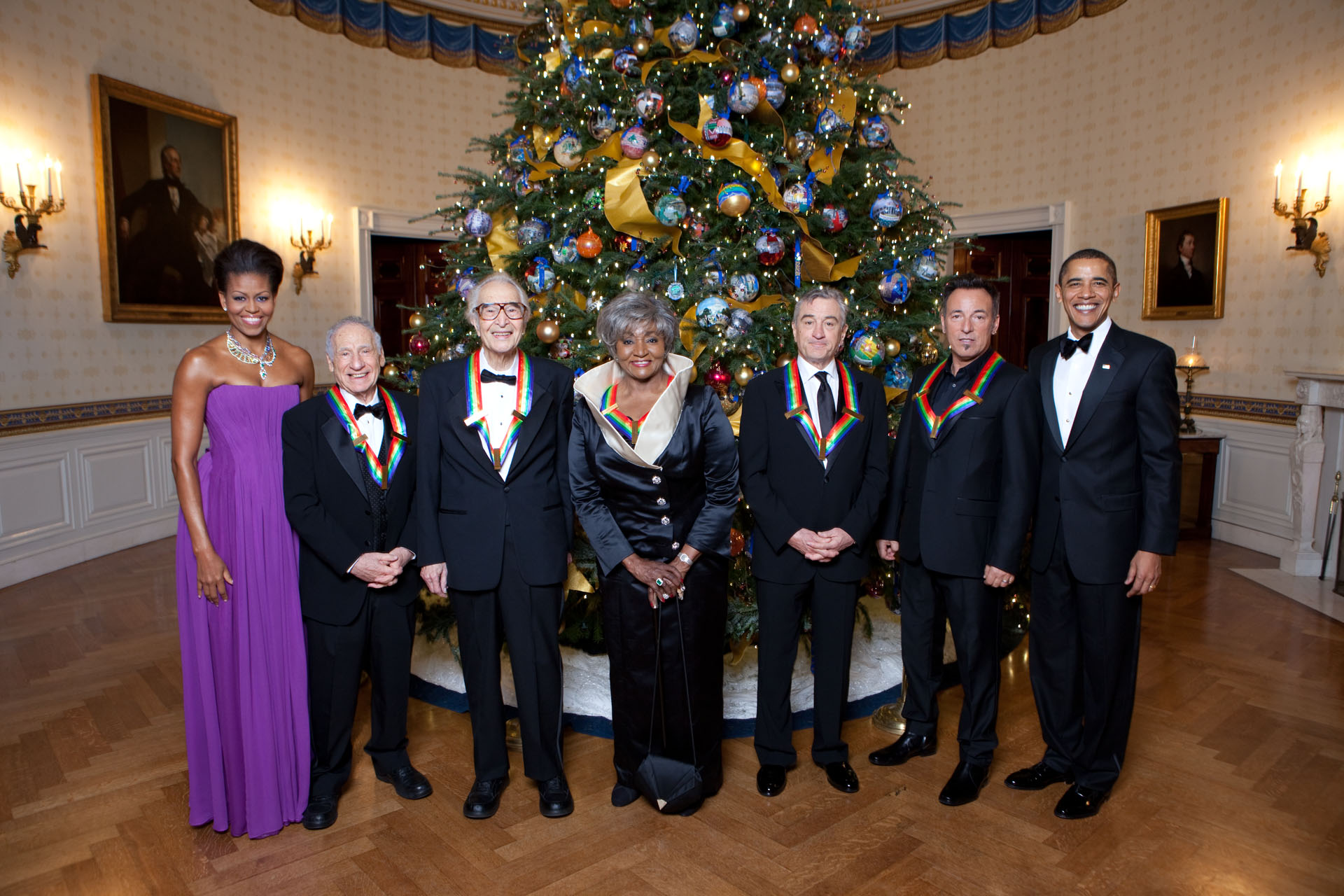
Laureaci z 2009: Mel Brooks, Dave Brubeck, Grace Bumbry, Robert De Niro i Bruce Springsteen z prezydentem Barackiem Obamą i Michelle Obamą

- 2000: Michaił Barysznikow, Chuck Berry, Plácido Domingo, Clint Eastwood i Angela Lansbury
- 2001: Julie Andrews, Van Cliburn, Quincy Jones, Jack Nicholson i Luciano Pavarotti
- 2002: James Earl Jones, James Levine, Chita Rivera, Paul Simon i Elizabeth Taylor
- 2003: James Brown, Carol Burnett, Loretta Lynn, Mike Nichols i Itzhak Perlman
- 2004: Warren Beatty, Ossie Davis i Ruby Dee, Elton John, Joan Sutherland i John Williams
- 2005: Tony Bennett, Suzanne Farrell, Julie Harris, Robert Redford i Tina Turner
- 2006: Andrew Lloyd Webber, Zubin Mehta, Dolly Parton, Smokey Robinson i Steven Spielberg
- 2007: Leon Fleisher, Steve Martin, Diana Ross, Martin Scorsese i Brian Wilson
- 2008: Morgan Freeman, George Jones, Barbra Streisand, Twyla Tharp i The Who (Pete Townshend, Roger Daltrey)
- 2009: Mel Brooks, Dave Brubeck, Grace Bumbry, Robert De Niro i Bruce Springsteen

### 2010–2019

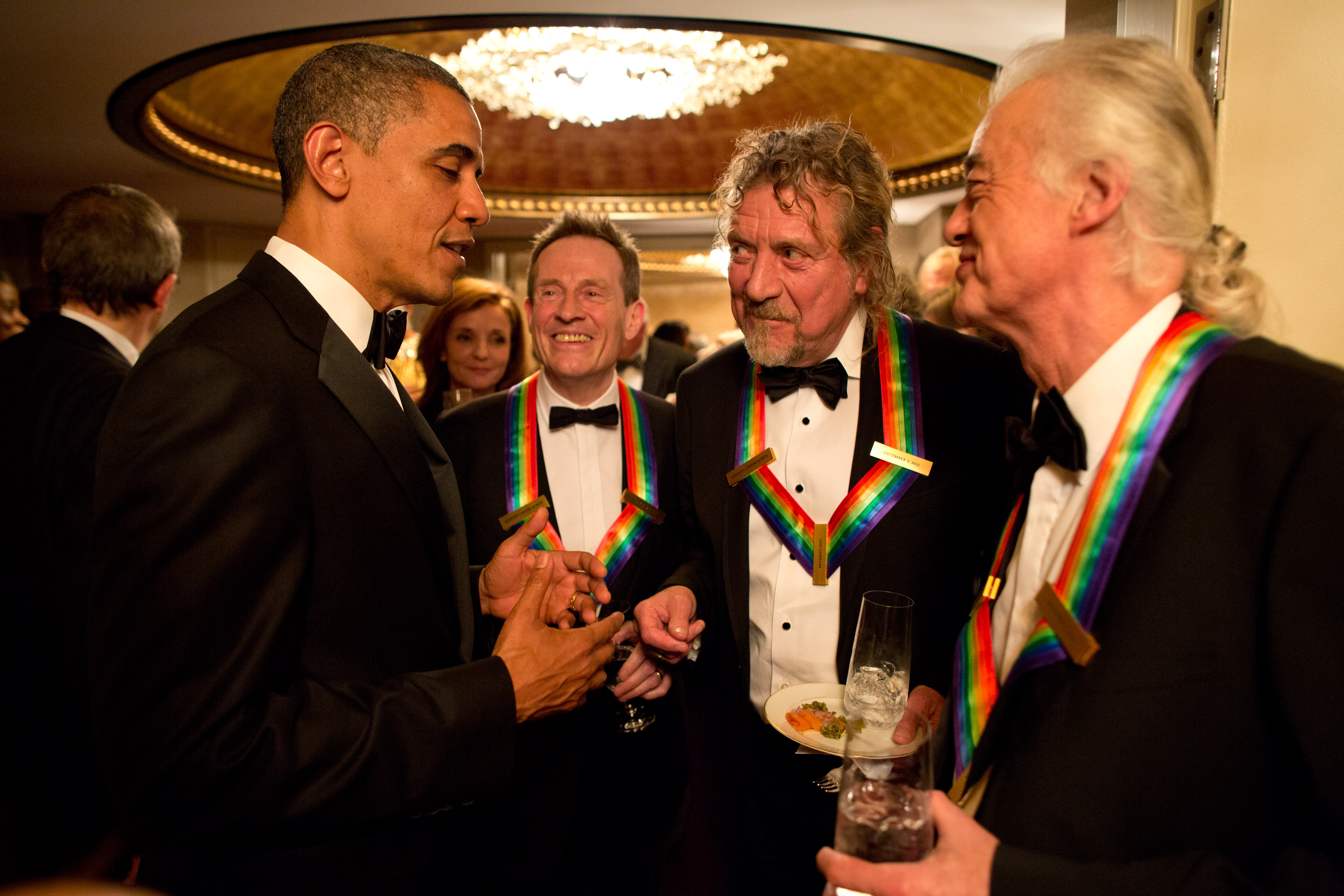
Członkowie zespołu Led Zeppelin uhonorowani w 2012. Na zdj. wraz z prezydentem Barackiem Obamą

- 2010: Merle Haggard, Jerry Herman, Bill T. Jones, Paul McCartney i Oprah Winfrey
- 2011: Barbara Cook, Neil Diamond, Yo-Yo Ma, Sonny Rollins i Meryl Streep
- 2012: Buddy Guy, Dustin Hoffman, David Letterman, Natalia Makarowa i Led Zeppelin (John Paul Jones, Jimmy Page i Robert Plant)[9]
- 2013: Martina Arroyo, Herbie Hancock, Billy Joel, Shirley MacLaine i Carlos Santana[10]
- 2014: Al Green, Tom Hanks, Patricia McBride, Sting i Lily Tomlin[11]
- 2015: Carole King, George Lucas, Rita Moreno, Seiji Ozawa i Cicely Tyson[12]
- 2016: Martha Argerich, Eagles (Don Henley, Glenn Frey, Timothy B. Schmit, Joe Walsh), Al Pacino, Mavis Staples i James Taylor[13]
- 2017: Carmen de Lavallade, Gloria Estefan, LL Cool J, Norman Lear i Lionel Richie
- 2018: Cher, Philip Glass, Reba McEntire, Wayne Shorter, twórcy musicalu Hamilton (Lin-Manuel Miranda, Thomas Kail, Alex Lacamoire i Andy Blankenbuehler)[14]
- 2019: Earth, Wind & Fire (Philip Bailey, Verdine White, Ralph Johnson i Maurice White), Sally Field, Linda Ronstadt, twórcy Ulicy Sezamkowej i Michael Tilson Thomas[15]

### 2020–2025
- 2020: Debbie Allen, Joan Baez, Garth Brooks, Midori, Dick Van Dyke[16]
- 2021: Justino Díaz, Berry Gordy, Lorne Michaels, Bette Midler, Joni Mitchell[17]
- 2022: George Clooney, Amy Grant, Gladys Knight, Tania León, U2[18]
- 2023: Billy Crystal, Renée Fleming, Barry Gibb, Queen Latifah, Dionne Warwick[19]
- 2024: Francis Ford Coppola, Grateful Dead, Bonnie Raitt, Arturo Sandoval, Apollo Theater[20]
- 2025: KISS, Gloria Gaynor, Sylvester Stallone, George Strait, Michael Crawford[21]

## Nagrody nieprzyjęte i przełożone
- Vladimir Horowitz miał zostać wyróżniony, ale Komitet wycofał ofertę, ponieważ Horowitz uzależnił swoją akceptację od tego, że zostanie uhonorowany sam[22].
- Katharine Hepburn odrzuciła pierwszą propozycję Komitetu, przyjęła nagrodę w 1990[22].
- Doris Day wielokrotnie odmawiała nagrody, ponieważ strach przed lataniem uniemożliwiał jej udział w ceremonii[23].
- Irving Berlin odmówił nagrody za 1987 chcąc być uhonorowanym jako stulatek. W 1988, po serii udarów, nie mógł już uczestniczyć w publicznym wydarzeniu[24].
- Paul McCartney został wyróżniony w 2002, ale nie był w stanie uczestniczyć w gali z powodów osobistych. Muzyk został uhonorowany w 2010[25][26].
- Mel Brooks odmówił nagrody, nie chcąc być honorowanym przez George’a W. Busha. Przyjął zaszczyt  w 2009 gdy Barack Obama został prezydentem[27].
- W  2015 członkowie Eagles odmówili udziału w ceremonii z powodu śmiertelnej choroby lidera Glenna Freya (zmarł 18 stycznia 2016). Zespół otrzymał wyróżnienie w 2016 (w tym Frey pośmiertnie)[13].
- Norman Lear w 2017 ogłosił, że przyjmie nagrodę, ale zbojkotuje ceremonię w Białym Domu z powodu swojego sprzeciwu wobec prezydenta Donalda Trumpa[6].